# Emil Kliment
Emil Kliment (Vienna, 4 agosto 1879 – Vienna, 27 gennaio 1965) è stato un sollevatore austriaco quattro volte campione mondiale e tre volte campione europeo dei pesi piuma.

## Biografia
Iniziò da giovane a sollevare pesi, militando dapprima all'Athleten Klub Turk Wien, poi al Kraftsport-Club der Wiener Gaswerke e, dal 1923, all'Athleten-Club Altona Wien. Raccolse grandi successi internazionali nel 1910, quando la classe dei pesi piuma fu introdotta ai campionati mondiali ed europei, con limiti di peso tra 60 e 62,5 kg. Fino ad allora, non poteva competere con atleti che pesavano circa 80 kg.
Fu campione del mondo a Dusseldorf nel 1910, a Berlino e Vienna nel 1911 e a Breslavia nel 1913, poi terzo a Vienna nel 1923, nonché campione europeo per tre anni consecutivi (1912, 1913 e 1914). Ai campionati di quel tempo si tenevano solitamente quattro o cinque serie di sollevamenti, con uno o due esercizi svolti alternativamente. Lo strappo a due braccia era molto impopolare e di solito veniva escluso; in quel momento era reso ancora più difficile poiché durante l'esercizio era vietato cambiare la posizione delle gambe. Nel 1910, a Dusseldorf, per il suo primo titolo mondiale, si esibì in uno slancio a due braccia pesando 57,25 kg e sollevando 115 kg., stabilendo il nuovo record mondiale. Fu in assoluto il primo atleta a sollevare più del doppio del suo peso corporeo.
Nonostante la sua carriera di successo, non ha mai potuto prendere parte ai Giochi Olimpici. Nel 1908 e nel 1912, il sollevamento pesi non faceva parte del programma olimpico. Nel 1916 i Giochi Olimpici furono cancellati a causa della prima guerra mondiale, nel 1920 il CIO escluse Austria e Germania dalla partecipazione ai Giochi Olimpici per un'intesa tra gli stati vincitori; nel 1924 aveva già 45 anni e non poteva più fare domanda per qualificarsi con la squadra austriaca. Nel 1925 partecipò alla sua ultima gara, la Arbyter Olympiade di Francoforte sul Meno, classificandosi al terzo posto con 225 kg. dietro a due atleti tedeschi.